# Varzea altamazonica
Espèce
Synonymes
- Mabuya altamazonica Miralles, Barrio-Amoros, Rivas, Chaparro-Auza, 2006

Varzea altamazonica est une espèce de sauriens de la famille des Scincidae.

## Répartition
Cette espèce se rencontre au Pérou et en Bolivie. Sa présence est incertaine en Équateur.

## Description
C'est un saurien vivipare.

## Publication originale
- Miralles, Barrio-Amoros, Rivas & Chaparro-Auza, 2006 : Speciation in the "Varzea" flooded forest: a new Mabuya (Squamata, Scincidae) from Western Amazonia. Zootaxa, no 1188, p. 1-22.